# Pizzeria

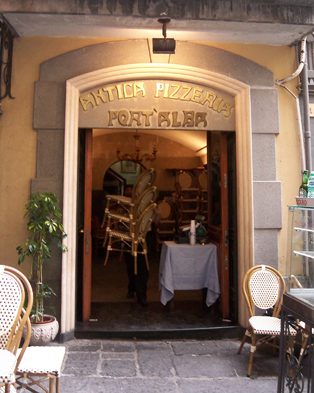
La pizzeria Port'Alba, la plus anciennes pizzeria au monde.

La pizzeria ou pizzéria est un restaurant spécialisé dans la vente ou le service de pizzas et autres spécialités italiennes. La pizza reste toutefois son produit principal, les restaurants italiens servant plutôt des pâtes étant désignés du nom d'osteria.
Les pizzerias sont très répandues en Italie, la pizza étant une spécialité napolitaine. Les pizzerias sont aussi un mode de restauration rapide.

## Historique
Jusqu'alors nommée bottega del pizzajolo, quelques locaux portent l'enseigne de « pizzeria » dès le milieu du XIXe siècle. Cependant dans la lexicographie italienne, le terme de pizzeria apparaît pour première fois en 1905.
À Naples, l'activité de pizzaiolo tout comme le commerce d'eau de vie, de charbon, de bois était réglementée par les autorités. Et quelques rares documents des années 1820 - lors d'opérations de contrôle et de prévention des incendies - décrivent pour la première fois plusieurs trattorias, tavernes et fours à pizza : outre un comptoir de marbre et un four à bois avec conduit de fumée jusque sur le toit, la bottega del pizzajolo est généralement composée d'une à trois pièces caractérisées par les célèbres camerini (salle séparée par des cloisons de bois avec des tables). Le plafond est construit en voûte et non pas soutenu par des poutres en bois qui sont interdites. L'eau n'est pas courante et les puits y sont plutôt rares. L'hygiène est aussi contrôlée, en 1822, il est confisqué des ustensiles de cuisine en cuivre non étamé à une pizzoloja au largo San Paolo 72. En outre, durant toute la période des Bourbons, la vente de vins y est interdite car assimilée à une autre activité.
En français, le terme « pizzeria » est cité dans un roman de Simone de Beauvoir, en 1954.

### Pizzerias historiques

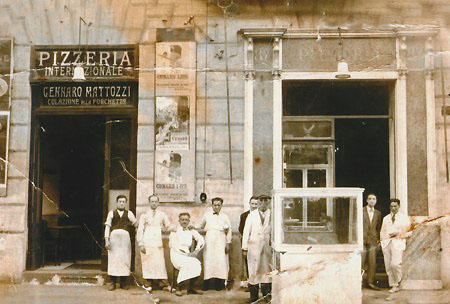
Pizzeria au début du XXe siècle à Naples.

Aujourd'hui, elles sont encore une dizaine en activité. Dans cette dizaine d'établissements, trois se distinguent particulièrement par leur ancienneté et leur notoriété : celles de la salita Sant'Anna di Palazzo, de la via Port'Alba et de largo della Carità. Outre la qualité culinaire de ces établissements, la raison de leur longévité s'explique probablement par leur emplacement stratégique situé dans un axe exempt de tout projet d'aménagement urbain contrairement à de nombreuses autres botteghe del pizzajolo qui disparurent dans les différentes planifications urbaines, tel le Risanamento, lors du développement de la ville.

#### La pizzeria de lasalita Sant'Anna di Palazzo
Elle est la seule qui ait connu pendant deux siècles une popularité constante, même si sa notoriété date seulement du début du XIXe siècle. La tradition veut qu'elle soit une des premières ouvertes en ville, c'est-à-dire au milieu du XVIIIe siècle. Située proche du palazzo Reale, elle a toujours été fréquentée par une excellente clientèle. L'un de ses premiers gérants, probablement dans la première décennie du XIXe siècle, est le pizzaiolo Pietro Calicchio qui devient si célèbre que la salita Sant'Anna di Palazzo - selon l'historien Raffaele de Cesare (it) - est encore appelée par les Napolitains, dans les années 1890, la via di Pietro il pizzaiolo. Lui succède à sa mort, en 1853, son fils Ferdinando, puis en 1869, Pasquale Curtazzo. À cheval sur les deux siècles est le célèbre Raffaele Esposito qui a le coup de génie de donner le nom de Margherita, en l'honneur de la reine Marguerite, à une pizza tricolore à base de basilic, de mozarella et de tomates. En 1917, à la mort d'Esposito, la relève est assurée par son épouse, Maria Giovanna Brandi. Le flambeau est repris, en 1932, par son neveu Pascale Brandi qui porte l'activité à un haut niveau de fréquentation pour s'affirmer, au XXe siècle, comme la pizzeria Brandi di Sant'Anna di Palazzo. Les fils Brandi se consacrant à d'autres activités, la pizzeria est reprise par un de ses fidèles garçons, Vincenzo Pagnani, puis ses enfants jusqu'à nos jours.

#### La pizzeria de lavia Port'Alba
L'authenticité de sa date de fondation, en 1738, est mise souvent en doute. Plus populaire, elle est fréquentée majoritairement par des étudiants qui consommaient, alors, la pizza debout et pliée dite « a libretto ». Puis, elle passe dans les mains de plusieurs brillants pizzaiolos et connait son époque de splendeur, en 1900, avec la famille Ambrosio.

#### La pizzeria deLargo della Carità
Elle est située au milieu de la via Toledo. Elle apparaît seulement dans les documents de police en 1858, cependant Francesco De Sanctis, alors jeune étudiant en 1833, se rappelle quelquefois manger la pizza « in certe stanze al Largo della Carità ». Après plusieurs dynasties de pizzaiolo, elle est rachetée par les frères Mattozzi et sous leurs gestions, le local connaît une longue période de notoriété qui dure encore aujourd'hui.

#### Autres pizzerias dites historiques
Les autres pizzerias du XIXe siècle dites historiques sont celle de via Tribunali 35, enregistrée dans les archives de la police pour la première fois en 1822, celles de la via Porta San Gennaro 2 et via Pignasecca 48, enregistrées respectivement en 1841 et 1842. La pizzeria de via San Gennaro Serra 20-21 dont l'ouverture remonte à 1877. La première dans le quartier Vomero, datée de 1890, est située via Bernini 29.

## Statut social de la pizzeria
Depuis les vagues d'immigration italienne en Europe du milieu du XXe siècle, les pizzerias sont devenues des établissements populaires, fréquentées par de larges couches de la population. Pratiquant volontiers des prix raisonnables, elles constituent une destination appréciée. Par ailleurs, tous les patrons de pizzerias ne sont plus italiens depuis un certain temps. Le concept de pizza a même été adopté par certains restaurants à kebabs. Des restaurateurs villageois proposent également quelques pizzas en plus d'une carte plus traditionnelle, afin d'attirer une nouvelle clientèle et dans un souci de rentabilité accrue.

## Types de pizzerias

### Type classique
La pizzeria de type classique sert des pizzas dans un cadre qui rappelle l'Italie, d'une manière volontiers folklorique. La décoration est à l'avenant et l'établissement se veut chaleureux. Certains établissements diffusent de la musique italienne pour parfaire l'ambiance. Le service se déroule à la table, comme dans un restaurant classique. Le plus souvent, le choix de pizzas est prédéfini par la cuisine, sur la carte ; mais certains de ces restaurants proposent au client de créer lui-même sa pizza, selon son goût, sur la base d'une liste d'ingrédients.

### Pizzas à livrer ou à emporter

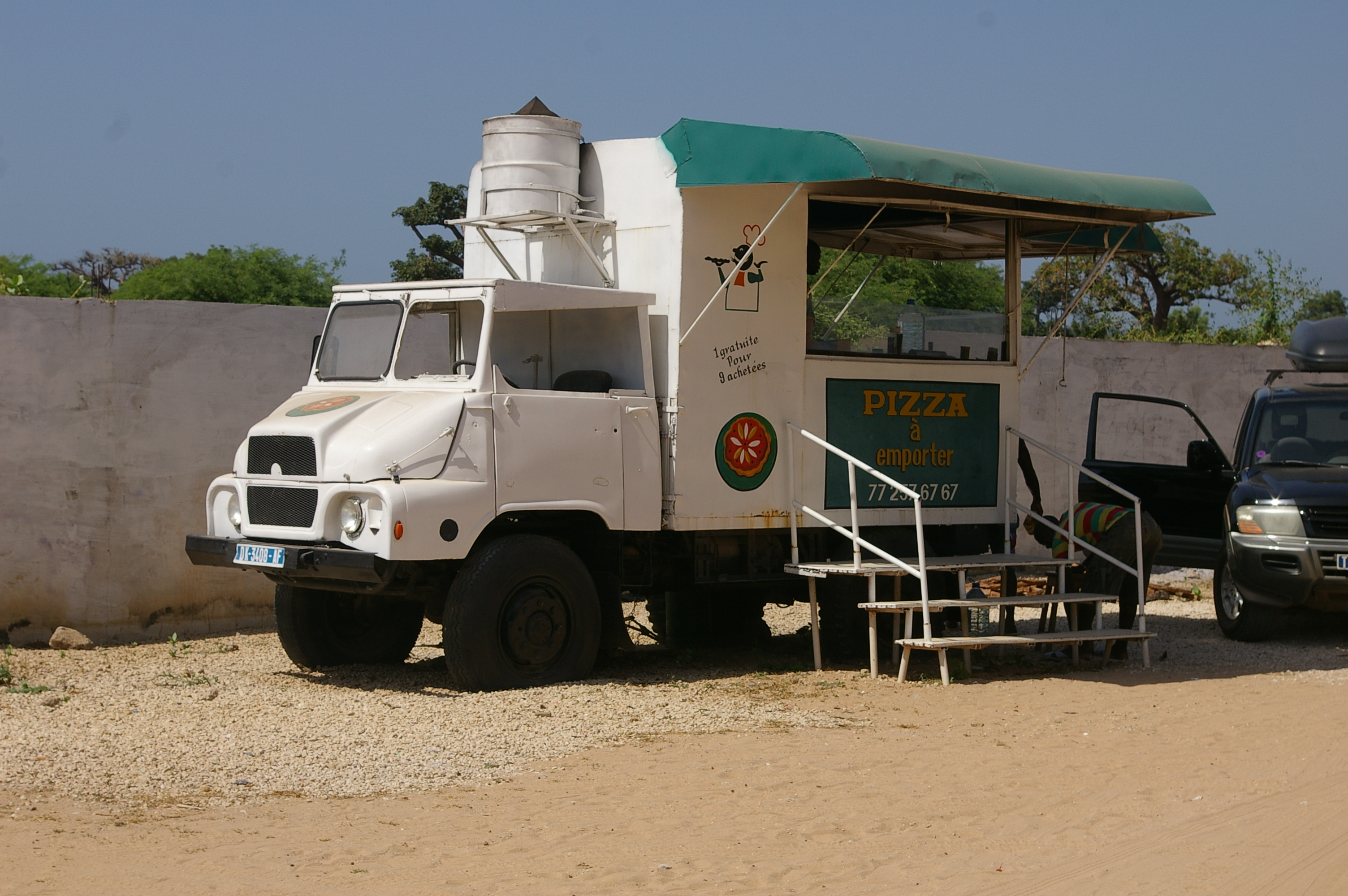
Pizzeria embarquée dans un camion, au Sénégal

Depuis une vingtaine d'années, il existe de plus en plus de pizzerias qui, à l'instar de Domino's Pizza (entreprise américaine fondée en 1960), proposent de livrer les pizzas à domicile. Un livreur, en voiture ou sur deux roues (scooter) vient apporter la pizza demandée dans une boîte isolante, dans les plus brefs délais. Des boissons et desserts sont également proposés. Il est possible de commander par téléphone, et de plus en plus souvent, via le site Internet du restaurant.
Certaines pizzerias traditionnelles proposent également des pizzas à emporter. Ici, le client vient chercher son repas, également fourni dans une boîte en carton isolante. Certaines pizzerias accordent un rabais substantiel aux clients qui optent pour cette formule. D'autres ont un guichet donnant sur l'extérieur, spécialement prévu à cet effet.

### Chaînes de pizzerias
Certains établissements font partie de chaînes de pizzerias. La plus connue est sans doute Pizza Hut, mais d'autres lui font face, par exemple Pizza Company en Thaïlande. De telles chaînes garantissent en principe que d'un établissement membre à l'autre, la cuisine et le service sont identiques (recette standard, accueil identique, même nombre de rondelles de pepperoni sur la pizza), évitant toute surprise à celui qui n'en souhaite pas, sans pour autant s'interdire des adaptations aux goûts locaux.

### Pizzerias de luxe
Certains établissements visent une clientèle plus huppée. Les pizzas y sont plus onéreuses, parfois avec raison, puisqu'ils privilégient des ingrédients choisis tels que la mozzarella de bufflonne (mozzarella di buffala).
Sur le plan historique, ce type de restaurant est assez paradoxal, la pizza étant à l'origine un plat de ménage, pour manger sur le pouce.

## Le personnel

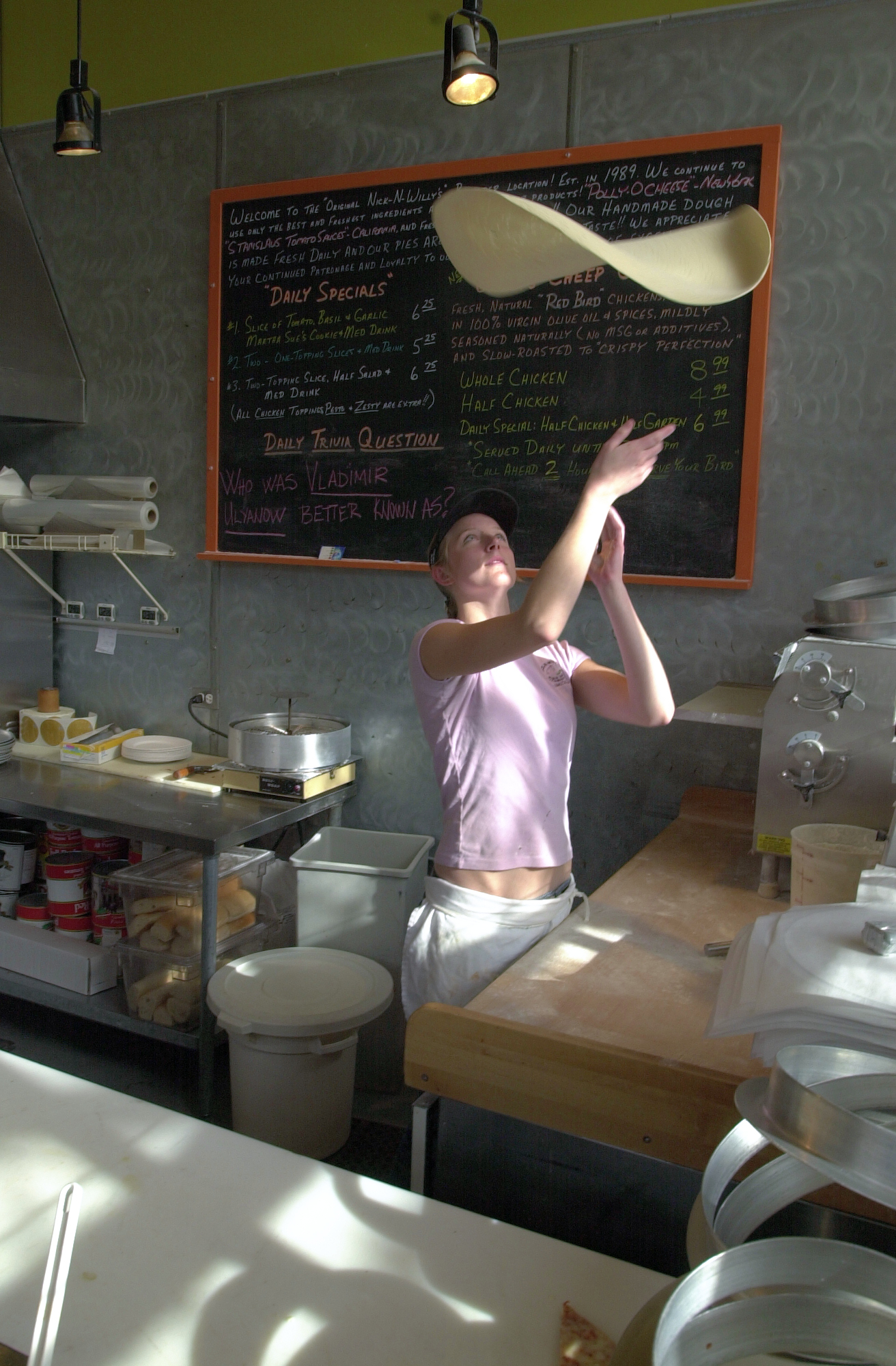
Pizzaiolo acrobatique

Les pizzerias classiques réunissent tout le personnel qu'on rencontre dans un restaurant : serveurs, patron, cuisiniers. S'y ajoutent, le cas échéant, les livreurs.

### Le pizzaiolo
Le pizzaiolo est la personne qui produit les pizzas. Il existe plusieurs manières de procéder : certains placent la pâte dans une plaque à gâteau, ce qui donne des pizzas toutes rondes, mais parfois un peu petites. D'autres étalent la pâte avec les mains.
Enfin, les pizzaiolos les plus habiles se livrent à l'art de la pizza acrobatique. Ce procédé s'apprend. Il donne lieu à des acrobaties parfois audacieuses ; certains pizzaiolos rivalisent ainsi en championnat. Cette pratique nécessite cependant des recettes de pâte spéciales.
Le métier de pizzaiolo s'apprend ; des filières de formation sont constituées. Elles touchent au choix et à la connaissance des produits, à l'approche économique de la restauration, à la vente, aux aspects pratiques de la production d'une pizza (pâte, savoir-faire spécifique à la garniture, dosage et harmonie des saveurs dans les garnitures complexes, etc.). Les meilleurs pizzaiolos peuvent faire ou défaire la réputation d'une pizzeria ; certaines n'hésiteront pas à payer cher pour employer un pizzaiolo qualifié et talentueux.
Le métier de pizzaiolo n'est pas dépourvu de risques, liés à la station debout prolongée, au contact avec les hydrocarbures polycycliques aromatiques liés à la combustion du bois, aux poussières de farine et aux impératifs de la restauration (coups de feu, hygiène, contact avec la clientèle ou isolement, horaires contraignants, etc.).

## Types de fours

### Four à bois

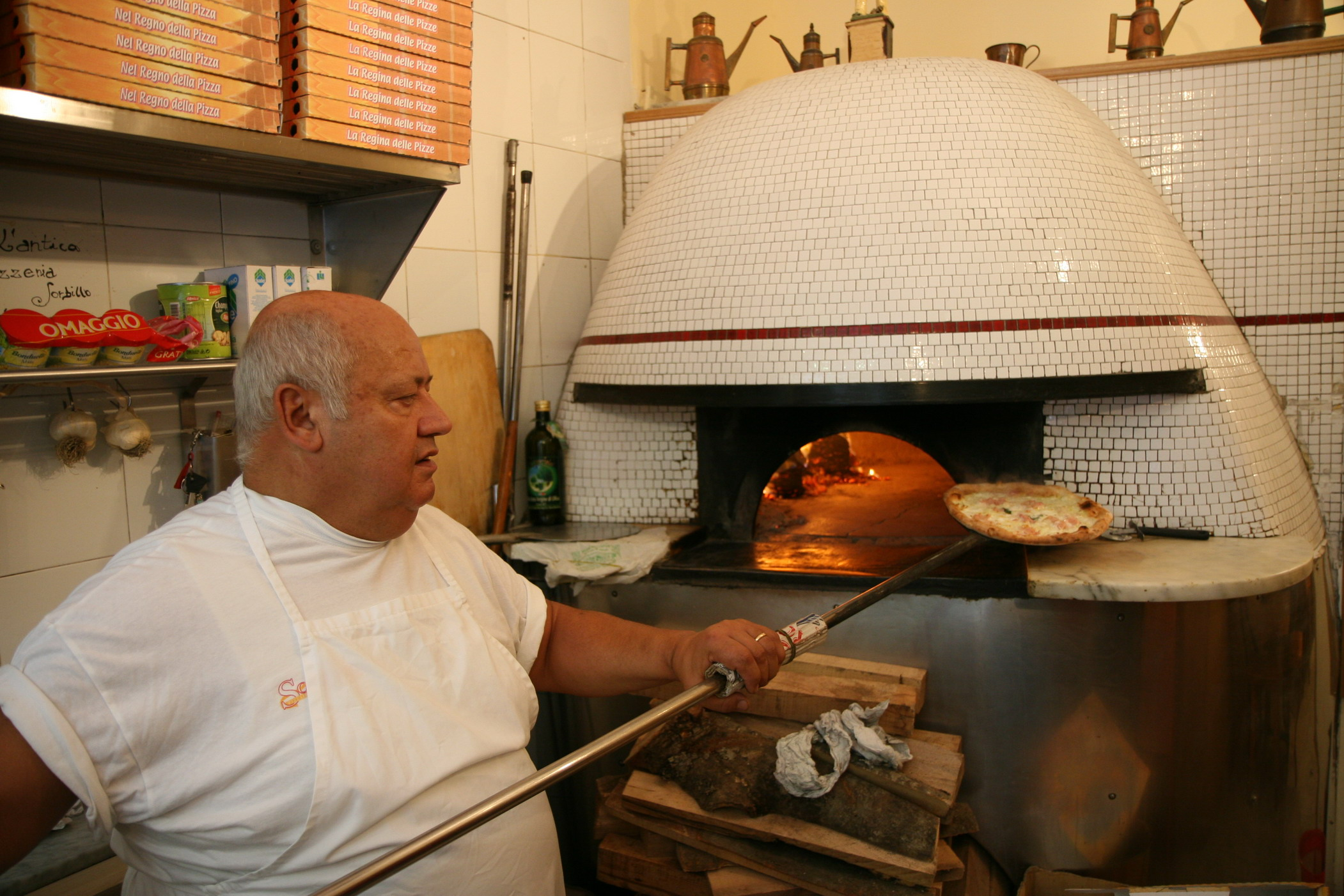
Enfournement d'une pizza dans un four à bois à Naples

La pizza se cuit au four. Le four à bois reste le moyen classique pour cuire une pizza. C'est également une technique appréciée de la clientèle, qui en aime le côté traditionnel et la considère comme un gage de qualité. Le pizzaiolo y introduit la pizza de la même manière qu'un boulanger glisse son pain dans un four à l'aide d'une plaque de bois munie d'un long manche.

### Four électrique
Dans un souci de rapidité ou d'économie, ou simplement parce que leur architecture ne se prête pas au four à bois, certains établissements ont adopté le four électrique. Ce choix se prête aux pizzas « plaque à gâteau ». La cuisson devient programmable.

## En France
La pizza a été introduite à Marseille lors de la grande vague d'immigration napolitaine qui eut lieu à la fin du XIXe siècle. On consomme d’abord la pizza dans des gargotes du Vieux-Port garnie de tomates provençales (les Pendelottes), et cuite au feu de bois. Dans les années 1930, la pizza sort du quartier italien de Marseille pour envahir la ville.
La France compte 20 000 pizzaiolos. Il existe plusieurs écoles françaises de pizzaiolo.

### Économie
De nombreux restaurants traditionnels (type brasserie) sont passés au statut de pizzeria en raison des marges financières plus importantes qu'il est possible de dégager avec type d'établissement. Le personnel nécessite en outre une formation moins étendue que pour un restaurant traditionnel.[réf. nécessaire]
Avec 10 kg de pizza consommés par an et par habitant, la France est le second marché mondial de la pizza. 3 milliards d’euros de chiffre d’affaires. 20 000 artisans pizzaiolos. Un secteur porteur et performant. Chaque jour, la France consomme 8,2 millions de pizzas contre 2 millions de sandwichs et 770 000 hamburgers.[source insuffisante]

### Associations professionnelles
L'association des pizzerias française (APF) réunit environ 250 pizzerias françaises. Elle est une association loi de 1901 à vocation commerciale principalement dans le domaine événementiel et pour vocation de promouvoir la pizza de qualité.
En 2008, l'association pour la promotion de l’école française de pizza (APEP France) a été créée autour d'artisans, de professions du secteur, de non professionnels désireux de valoriser le statut de pizzaiolo auprès des pouvoirs publics, et améliorer l’image de la pizzeria artisanale auprès des professionnels de la santé et des consommateurs. L’APEP France appuie des projets économiques, professionnel, ou favorise les initiatives pédagogiques destinées au consommateur dans le domaine alimentaire. En 2010, l'APEP s'est transformée en syndicat national avec pour objet social la valorisation et la défense des droits ainsi que des intérêts matériels et moraux, tant collectifs qu'individuels, de ses adhérents et le développement de la représentativité du Syndicat National des Artisans Pizzaiolos auprès des instances paritaires du secteur de la pizzeria.

### Four
Selon le journal Le Monde, la législation française (règlements d'urbanisme) règlemente l'utilisation du feu de bois en cuisine, ne tolérant que les fours à bois existants. Le four électrique prolifère donc.